# 博石館ビール
博石館ビール（はくせきかん-）は、岐阜県中津川市にある株式会社岩本が醸造していたビールのブランド名。博石館は同社の経営するテーマパークの名前。

## 概要
石材加工などの業務を行っていた株式会社岩本が経営多角化の一環として1998年から醸造を開始した地ビールが博石館ビールである。工場長の丹羽智はビール醸造に関する知識がゼロの状態から試行錯誤を行い、ビールの醸造を行っている。
ペールエールなどのオーソドックなスタイルの他、自然酵母のみを用いた自然麦酒など独特なビールを醸造するブルワリーである。ワイン酵母を用いて高いアルコール度数に仕上げたバーレーワインも知られている。
2012年8月31日、経営合理化の一環でビール事業部を閉鎖。

## ビール
アルコール度数が高いバーレーワインや自然酵母を用いた自然麦酒などのビールが有名。ビールコンペなどでの多くの受賞歴をもつ。

### 主な銘柄
- 自然麦酒
- スーパーヴィンテージ
- ハリケーン
- クリスタルエール